# El Pinito, Chiapas
El Pinito är en ort i Mexiko.   Den ligger i kommunen Motozintla och delstaten Chiapas, i den sydöstra delen av landet, 900 km sydost om huvudstaden Mexico City. El Pinito ligger 1 503 meter över havet och antalet invånare är 243.
Terrängen runt El Pinito är bergig söderut, men norrut är den kuperad. Runt El Pinito är det tätbefolkat, med 343 invånare per kvadratkilometer. Närmaste större samhälle är Huixtla, 16,2 km sydväst om El Pinito. I omgivningarna runt El Pinito växer i huvudsak städsegrön lövskog.